# Делта (округ, Колорадо)
Де́лта (англ. Delta County) — округ в штате Колорадо, США. Официально образован в 1883 году. Административный центр — Делта. По состоянию на 2010 год, численность населения составляла 30 952 человека.

## География
По данным Бюро переписи США, общая площадь округа равняется 2975,913 км², из которых 2957,783 км² суша и 6,5 км² или 0,6 % это водоёмы.

## Население
По данным переписи населения 2000 года в округе проживает 27 834 жителей в составе 11 058 домашних хозяйств и 7 939 семей. Плотность населения составляет 9,00 человек на км2. На территории округа насчитывается 12 374 жилых строений, при плотности застройки около 4,00-х строений на км2. Расовый состав населения: белые — 92,29 %, афроамериканцы — 0,52 %, коренные американцы (индейцы) — 0,76 %, азиаты — 0,32 %, гавайцы — 0,03 %, представители других рас — 4,25 %, представители двух или более рас — 1,83 %. Испаноязычные составляли 11,39 % населения независимо от расы.
В составе 29,00 % из общего числа домашних хозяйств проживают дети в возрасте до 18 лет, 60,30 % домашних хозяйств представляют собой супружеские пары проживающие вместе, 7,90 % домашних хозяйств представляют собой одиноких женщин без супруга, 28,20 % домашних хозяйств не имеют отношения к семьям, 24,80 % домашних хозяйств состоят из одного человека, 12,40 % домашних хозяйств состоят из престарелых (65 лет и старше), проживающих в одиночестве. Средний размер домашнего хозяйства составляет 2,43 человека, и средний размер семьи 2,89 человека.
Возрастной состав округа: 24,00 % моложе 18 лет, 6,30 % от 18 до 24, 23,60 % от 25 до 44, 26,50 % от 45 до 64 и 26,50 % от 65 и старше. Средний возраст жителя округа 42 лет. На каждые 100 женщин приходится 100,80 мужчин. На каждые 100 женщин старше 18 лет приходится 98,60 мужчин.
Средний доход на домохозяйство в округе составлял 32 785 USD, на семью — 37 748 USD. Среднестатистический заработок мужчины был 31 348 USD против 19 916 USD для женщины. Доход на душу населения составлял 17 152 USD. Около 8,50 % семей и 12,10 % общего населения находились ниже черты бедности, в том числе — 15,00 % молодёжи (тех, кому ещё не исполнилось 18 лет) и 9,60 % тех, кому было уже больше 65 лет.